# Hiroto Hatao
Hiroto Hatao (japanisch 畑尾 大翔 Hatao Hiroto; * 16. September 1990 in Tokio) ist ein japanischer Fußballspieler.

## Karriere
Hatao erlernte das Fußballspielen in der Jugendmannschaften von Mitsubishi Yowa Sugamo und dem FC Tokyo sowie in der Universitätsmannschaft der Waseda-Universität. Von Anfang 2013 bis Mitte 2014 pausierte er. Seinen ersten Vertrag unterschrieb er im Jul 2014 bei Ventforet Kofu. Der Verein aus Kōfu spielte in der höchsten japanischen Liga, der J1 League. Für den Verein absolvierte er 49 Erstligaspiele. 2018 wechselte er zum Erstligaaufsteiger Nagoya Grampus. Für den Verein aus Nagoya stand er dreimal in der ersten Liga auf dem Spielfeld. Im Juli 2018 wechselte bis Saisonende auf Leihbasis zum Zweitligisten Omiya Ardija. Nach der Ausleihe wurde er im Februar 2019 von dem Zweitligisten aus Ōmiya-ku fest unter Vertrag genommen. Nach 54 Zweitligaspielen nahm ihn Anfang 2021 der Ligakonkurrent Thespakusatsu Gunma unter Vertrag.